# Ematurgina dissimilis
Ematurgina dissimilis är en fjärilsart som beskrevs av Hayward 1950. Ematurgina dissimilis ingår i släktet Ematurgina och familjen Riodinidae. Inga underarter finns listade i Catalogue of Life.